# Aeroportul London-Corbin
Aeroportul London-Corbin (IATA: LOZ, ICAO: KLOZ, FAA LID: LOZ) este un aeroport din Kentucky, Statele Unite ale Americii ce deservește zona London⁠(d). Aeroportul a fost tranzitat în 2019 de 10 pasageri. A fost numit după zona deservită.
Situat la o altitudine de 369 m, aeroportul dispune de 1 pistă.

## Infrastructură

### Piste
Aeroportul dispune de o singură pistă. Pista 06/24 are suprafața de asfalt și dimensiunile 5.751 picioare × 150 picioare. 